# Jun Marques Davidson
Jun Marques Davidson (japanisch ディビッドソン　純 マーカス, Deibiddoson Jun Mākasu; * 7. Juni 1983 in der Präfektur Tokio) ist ein ehemaliger japanischer Fußballspieler.

## Karriere
Davidson ist Sohn amerikanischer Eltern, wurde aber in Japan geboren. Nachdem er dort die ersten Jahre seines Lebens verbracht hatte, siedelte er mit seiner Familie nach Pasadena, Kalifornien. Dort besuchte er die American Global Soccer School.
Im Jahr 2002 ging er zurück nach Japan und spielte bei Ōmiya Ardija. Nach drei Spielzeiten in der J. League Division 2 konnte er mit der Mannschaft 2006 in die J. League Division 1 aufsteigen.
2007 wechselte er zu Albirex Niigata. Dort war er aber die meiste Zeit an andere Teams ausgeliehen. So spielte er 2007 für Vissel Kobe und 2008 für Consadole Sapporo.
Im Februar 2009 kehrte er in die USA zurück. Bei den Carolina RailHawks wurde er zu einem der Leistungsträgern und schaffte mit der Mannschaft den Einzug ins Finale der USSF Division 2 Professional League.
Zur Saison 2011 kehrte er erneut nach Japan zurück und spielte Tokushima Vortis in der zweiten Liga des Landes.
Am 18. Januar wechselte er zu den Vancouver Whitecaps. Nach 50 Spielen in der Major League Soccer, wechselte er 2013 erneut zu den Carolina RailHawks.
Anfang 2015 zog es ihn nach Thailand. Hier unterschrieb er einen Vertrag beim Navy FC in Sattahip. Für die Navy absolvierte er 32 Spiele in der ersten Liga, der Thai Premier League.
Im März 2016 ging er wieder in die USA. Hier stand er bis Ende 2017 bei Charlotte Independence in Charlotte unter Vertrag.
Ende 2017 beendete er seine Karriere als Fußballspieler.